# Boubacar Koné
Pour les articles homonymes, voir Koné.
Boubacar Sidi Koné est un joueur de football malien né à Bamako au Mali le 21 août 1984.
Son poste de prédilection est défenseur.
Il a notamment participé à la Coupe d'Afrique des nations 2008 avec l'équipe du Mali.

## Carrière
- 2003-2005 : AS Real Bamako  Mali
- janv. 2006-2007 : Al Merreikh  Soudan
- Depuis juillet 2007 : Maghreb de Fès  Maroc[1]